# Taking Over
Taking Over – dwunasty album studyjny Sizzli, jamajskiego wykonawcy muzyki reggae i dancehall.
Płyta została wydana 19 czerwca 2001 roku przez nowojorską wytwórnię VP Records. Produkcją nagrań zajęli Christopher Chin oraz Phillip "Fatis" Burrell. Trzon grupy akompaniującej Sizzli stanowili muzycy riddim bandu The Fire House Crew. 
28 lipca 2001 roku album osiągnął 7. miejsce w cotygodniowym zestawieniu najlepszych albumów reggae magazynu Billboard (ogółem był notowany na liście przez 6 tygodni).

## Lista utworów
1. "Thought for Today"
2. "Brand New"
3. "Somewhere Oh Oh"
4. "Taking Over"
5. "Fare"
6. "Higher Heights"
7. "To the Point"
8. "Reach"
9. "Whirlwind"
10. "Profile"
11. "Kebra Negas"
12. "Naw Shield Corruption"
13. "King Taco"
14. "Hold Her in My Arms"
15. "Streetside Knowledge"

## Twórcy

### Muzycy
- Sizzla – wokal
- Donald "Bassie" Dennis – gitara, gitara basowa
- Melbourne "George Dusty" Miller – perkusja
- Sly Dunbar – perkusja
- Steven Stanley – instrumenty klawiszowe
- Sherida Carol – chórki

### Personel
- Paul Daley – inżynier dźwięku
- John James – inżynier dźwięku
- Robert Murphy – inżynier dźwięku
- Christopher James – inżynier dźwięku
- Collin "Bulby" York – miks
- Steven Stanley – miks
- Leroy Champaign – projekt okładki